# Vladimir Beara
Vladimir Beara (* 2. November 1928 in Zelovo bei Sinj, Königreich Jugoslawien; † 11. August 2014 in Split, Kroatien) war ein jugoslawischer Fußballtorhüter und -trainer sowie Nationalspieler. Der elegante Beara, der Ballett-Tänzer mit den Händen aus Stahl, paarte enorme Sprungkraft mit physischer Elastizität und spektakulären Reflexen. Er galt über viele Jahre hinweg als einer der weltbesten Torhüter und hat noch heute den Ruf als der Beste der jugoslawischen Geschichte.
Mit der Nationalmannschaft gewann der gelernte Elektriker, der auch einmal Ballett-Unterricht hatte, olympisches Silber und nahm an drei Weltmeisterschaften teil. Auf Vereinsebene gewann er zahlreiche Titel mit Hajduk Split und Roter Stern Belgrad. Mit neun nationalen Titel hält er gemeinsam mit der Stürmerlegende Dragan Džajić den Rekord. In Deutschland spielte er bei Alemannia Aachen und SC Viktoria Köln. Er begann hier auch seine Trainerlaufbahn, die ihn durch viele Länder führte.

## Karriere
Vladimir Beara begann seine Karriere 1947 bei Hajduk Split, wo er rasch zum Stammtorwart aufstieg und mit dem Verein drei Landesmeisterschaften gewann. Dies war die bis dahin erfolgreichste Periode des Vereins für den Beara in 136 Meisterschaftsspielen das Tor hütete.
Nachdem er bereits 1950 in der jugoslawischen Nationalmannschaft debütierte, war er auch im Aufgebot für die Weltmeisterschaft 1950 in Brasilien, kam dort aber nicht zum Einsatz. Im November 1950 stand er im Tor Jugoslawiens beim 2:2 in einem Länderspiel gegen England im Londoner Wembley-Stadion. Dies war das erste Mal, dass die Gastgeber gegen eine Mannschaft vom Kontinent zu Hause keinen Sieg erringen konnten.
Ein weiterer Höhepunkt war die Teilnahme an den Olympischen Sommerspielen 1952 in Helsinki. Dort wurde er mit Jugoslawien Silbermedaillen-Gewinner. Er stand im Finale des Fußballturniers, unter anderem neben Branko Zebec, Zlatko „Tschik“ Čajkovski und Ivica Horvat, den Ungarn gegenüber, die mit 2:0 gewannen. Dies gilt als Geburtsstunde von deren Goldener Elf, der Aranycsapat.
Eine besondere Ehre wurde ihm zuteil, als er im Oktober 1953 in eine Weltauswahl eingeladen wurde, die im Wembley-Stadion anlässlich des 90-jährigen Jubiläums des Englischen Fußballverbandes gegen England spielte und dort ein 4:4 erreichte. Beara wurde dabei in der zweiten Halbzeit für den Österreicher Walter Zeman eingewechselt.
Vladimir Beara stand zudem bei der Fußball-Weltmeisterschaft 1954 in der Schweiz im Tor der Nationalmannschaft. Jugoslawien schied dort im Viertelfinale mit einem 0:2 gegen den späteren Turniersieger Deutschland aus. Das 1:1 nach 120 Minuten im Gruppenspiel gegen den Vizeweltmeister von 1950, Brasilien in Lausanne gilt als eine seiner herausragenden Partien.
1955 wechselte Veliki Vladimir, der „Große Vladimir“, auf eigenen Wunsch zum Hauptstadtverein Roter Stern Belgrad, was weiland für großes Aufsehen sorgte. Dort gewann er bis 1960 vier weitere Meistertitel des damaligen Jugoslawien sowie zwei Mal den Pokal. Insgesamt trat er 83 Mal in Ligaspielen für die Belgrader an.
Zudem bestritt er mit Roter Stern von 1956 bis 1960 13 Begegnungen im Europacup der Meister. Im Viertelfinal-Rückspiel der Saison 1956/57 bei ZDNA Sofia im Februar 1957, das Roter Stern nach einem 3:1 im Hinspiel mit 1:2 verlor, wurde ihm eine überragende Leistung bescheinigt, „die seinem Team den Einzug in das Halbfinale garantierte“. Dort kam allerdings, denkbar knapp nach einer 0:1-Heimniederlage und einem 0:0 auswärts, gegen die Fiorentina aus Italien das Aus. Im Februar 1958 spielte Roter Stern im Viertelfinale des Wettbewerbes nach einer 1:2-Auswärtsniederlage mit Beara zu Hause 3:3 gegen Manchester United. Auf dem Rückflug von diesem Spiel verunglückte das Flugzeug in München, wobei auch acht Spieler ums Leben kamen und die Ära der Busby Babes zu Ende ging. Vladimir Beara kam auch zu zwei Einsätzen für die Belgrader Stadtauswahl im Messepokal 1958–1960.
Mit der Nationalmannschaft war Beara auch bei der Weltmeisterschaft 1958 dabei, machte dort allerdings in den Gruppenspielen, in denen Jugoslawien Frankreich mit 3:2 besiegte und gegen Paraguay 3:3 unentschieden spielte, nicht den besten Eindruck. Der Nationaltrainer Aleksandar Tirnanić entschied sich daher dafür im Viertelfinale auf Srboljub Krivokuća, ebenfalls von Roter Stern, zu vertrauen. Der allerdings machte beim 0:1 durch Helmut Rahn in der 12. Minute gegen Deutschland eine recht unglückliche Figur. Den Rest des Spiels stürmten die Jugoslawen vergeblich auf das deutsche Tor und schieden daher wie vier Jahre zuvor im Viertelfinale gegen die DFB-Elf aus.
Nach der Weltmeisterschaft bestritt Vladimir Beara bis Oktober 1959 noch drei weitere Länderspiele und brachte es insgesamt auf 59 Einsätze für Jugoslawien. Milutin Šoškić von Partizan und später Kölner sollte seinen Platz in der Nationalmannschaft bis 1966 einnehmen.
1960 erlangte er aus Altersgründen das Privileg, seine Karriere im Westen fortsetzen zu können. Von 1960 bis 1963 spielte er dabei, ab 1961 gemeinsam mit seinem Landsmann Branko Zebec, der ihm von Roter Stern nachfolgte, bei Alemannia Aachen in der damals erstklassigen Oberliga West, wo er sich im November 1961 beim Heimspiel gegen Preußen Münster das Bein brach. Im November 1962 im Spiel bei Borussia Dortmund brach er sich dasselbe Bein erneut und kam daher nur zu insgesamt 23 Ligaeinsätzen für die Alemannia. Dennoch hinterließ „die Katze“, wie er hier oft genannt wurde, einen hervorragenden Eindruck und wird noch oft als der herausragende Torhüter der Vereinsgeschichte benannt. Nach der Gründung der Bundesliga 1963, für welche sich die Alemannia nicht zu qualifizieren vermochte, schloss er sich deren ebenso nicht qualifizierten Ligakonkurrenten SC Viktoria Köln an, wo er unter Trainer Hennes Weisweiler bis zu seinem Karriereende 1964 in der Regionalliga West noch 23 Mal zwischen den Pfosten stand.
Nach seiner Spielerlaufbahn beschäftigte er sich als Trainer und war dabei unter anderem in Deutschland beim Freiburger FC, in den Niederlanden bei Fortuna Sittard, in Kamerun als Nationaltrainer, in Österreich bei der Vienna und in Jugoslawien (heute Kroatien) bei RNK Split tätig. Ein letzter Titel war ihm vergönnt, als er 1971 als Assistenztrainer von Slavko Luštica Anteil an der ersten Meisterschaft seines Stammvereins Hajduk seit seinem Abschied 1955 hatte.
Als 1963 der Russe Lew Jaschin zu Europas Fußballer des Jahres gewählt wurde, komplimentierte er Beara und meinte, der beste Torwart der Welt sei nicht er, sondern Beara. Zuletzt lebte Beara in Split. Seine Frau und sein Sohn verstarben bereits vor ihm. Sein sportliches Herz hing gleichermaßen an Hajduk als auch an Roter Stern.

## Erfolge
- Olympische Spiele: Silbermedaille 1952
- Meister von Jugoslawien (7): 1950, 1952, 1955, 1956, 1957, 1959, 1960
- Jugoslawischer Pokalsieger (2): 1958, 1959